# Central San Vicente
Central San Vicente va ser la primera fàbrica de sucre de Puerto Rico, fundada per Leonardo Igaravidez i inaugurada el 3 de maig de 1873 al barri Cabo Caribe de Vega Baja.
El 1850, Manuel López Landrón va fundar la Hacienda San Vicente i, després de la seva mort, la seva vídua es va casar amb Leonardo Igaravidez Maldonado (Vega Alta, 1830-1888), marqués de Cabo Caribe des de 1872, qui va comprar les plantacions veïnes Felicidad, Santa Inés, Fe i Rosario per assegurar el subministrament de canya. Va adquirir la maquinària que permetia integrar el procés de fabricació del sucre en un flux de producció totalment mecanitzat: el molí funcionava amb una màquina de vapor «Cail y Cia» de 60 cavalls i cinc petites calderes «Cornuaille» que produïen energia per a les bombes d'aigua, la destil·leria, els evaporadors de triple efecte «Derosne», els condensadors Hodeck i les centrífugues Rohlfs-Seyrig. El 30 de gener de 1872, es va inaugurar un ferrocarril pel transport de la canya fins a la central, que es realitzava per mitjà de remolcs, camions i vagons de l'American Railroad. Leonardo Igaravidez va inaugurar La Central San Vicente el 3 de maig de 1873 ocupant el 45,4% del territori de Vega Baja i donant feina al 38,8% de la població masculina major de 16 anys del municipi.
L'any 1878, després de la seva fallida per un deute superior a un milió de pesos, la central va ser adquirida per José Gallart Forgas. L'any 1880, a més de la Central San Vicente, existien quatre centrals més: «Central Luisa», «Central San Francisco», «Central Coloso» i «Central Canóvanas». El 1896, Gallart la va vendre a «Rubert Hermanos», que controlava 4 centrals addicionals juntament amb la «Compañia Fabián», passant a denominar-se «Central San Vicente Inc.». El 1935 tenia una capacitat de molta de 1.500 tones diàries i el 1958 de 5.600 tones, sent el seu any de major producció el 1952 amb 71.280 tones.
La Central San Vicente va tancar el 1967, sent comprada per «La Corporación Azucarera» el 1972 qui la va vendre a peces. Part de la seva maquinària va ser venuda a Hondures per construir el ingenio «La Grècia» a Choluteca.
La seva xemeneia va ser reconstruïda el 1952. Les seves ruïnes inclouen dues xemeneies, part d'un forn, una grua, parets de maó i concret, tancs i parts d'una màquina de vapor "Farrel". Està localitzada en la carr. 688, del barri Cabo Caribe del municipi de Vega Baja.